# Kaczmarek by Możdżer
Kaczmarek by Możdżer − album studyjny Leszka Możdżera wydany 29 marca 2010 roku nakładem wytwórni Universal Music Polska. Album zawiera 21 utworów instrumentalnych skomponowanych przez Jana A.P. Kaczmarka do filmów Trzeci cud, Stracone dusze, Niewierna, Marzyciel, Hania, Wieczór oraz Mój przyjaciel Hachiko.
Nagrania dotarły do 16. miejsca listy OLiS i uzyskały status dwukrotnie platynowej płyty.
W maju 2011 roku Możdżer za tę płytę otrzymał Fryderyka w kategorii "Album roku: oryginalna ścieżka dźwiękowa".

## Lista utworów
1. „Frank & Roxanne”
2. „Violent Variation on Maya’s Theme”
3. „Postscriptum”
4. „Unfaithful (Piano Variation)”
5. „Neverland − (Piano Variation in Blue)”
6. „Children Arrive”
7. „The Park On Piano”
8. „Nadchodzą Święta”
9. „At Home”
10. „Frascati”
11. „Neverland − Minor Piano Variation”
12. „Hania jest Piękna”
13. „Evening − Piano Overture”
14. „Memories of the Evening”
15. „Buddy”
16. „Chasing Moth”
17. „After the End”
18. „Parker’s Dance Played on Piano”
19. „Parker & Hachi”
20. „Hachi, Parker & Cate − Memories”
21. „Buddy’s Memories”